# Monastère de la Miroja
Le monastère de la Transfiguration-du-Sauveur ou monastère de la Miroja (en russe : Мирожский монастырь, Mirojski monastyr) est un ancien monastère orthodoxe masculin datant du XIIe siècle. Il se trouve à Pskov, en Russie, entre la rivière Miroja (ru) et la rivière Velikaïa. Il est célèbre par les fresques de son église collégiale. C'est un ensemble architectural protégé par l'État depuis le 30 août 1960.

## Historique

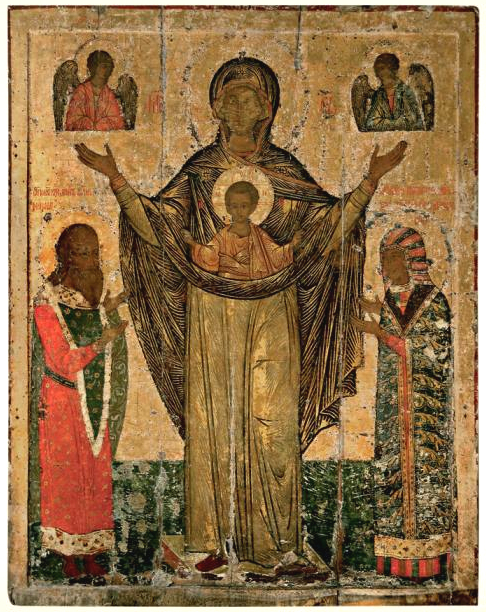
Icône de la Théotokos de la Miroja (musée de Pskov) avec les donateurs Dovmont de Pskov et son épouse.

La date exacte de sa fondation est inconnue, mais elle se situe certainement au milieu du XIIe siècle. Sa fondation est liée à un moine grec, saint Niphonte (es), évêque de Novgorod, mort en 1156. Le monastère se trouve à vingt minutes à pieds du kremlin de Pskov. Il devient rapidement fameux par la qualité de ses enlumineurs, de ses copistes, de ses peintres d'icônes et de sa bibliothèque.
Le monastère est prospère. Il possède les droits de la rivière Miroja et de tous ses moulins, les rives de la Velikaïa avec ses forges, ainsi que des domaines agricoles. Lorsque les domaines monastiques ont été sécularisés sous le règne de Catherine la Grande, son territoire n'est plus que délimité par ce qu'il est aujourd'hui.
Comme Pskov se trouve à côté des terres de ses voisins occidentaux, le monastère est souvent l'objet d'attaques. Ainsi les chevaliers livoniens assiègent le monastère en 1299. Il est incendié, ainsi que le monastère de Snetogorski. Deux de ses higoumènes sont canonisés localement : saint Basile de la Miroja et saint Josaphat du Mont-Snietnaïa. Les reliques du premier sont conservées au monastère. Un autre higoumène orthodoxe, saint Corneille de Pskov (1501-1570), y a fait ses premières années de noviciat, avant de prononcer ses vœux au monastère des Grottes de Pskov qu'il dirigera plus tard.
En 1581, le roi de Pologne, Étienne Bathory, fait placer des canons en haut du clocher pour bombarder la ville.
Le monastère est célèbre par ses icônes, la plus fameuse étant celle de la Théotokos de la Miroja, représentée en orante avec Dovmont, prince de Pskov, et son épouse Marie. Elle est considérée comme miraculeuse depuis 1567. Elle se trouve aujourd'hui au musée de Pskov. D'autres icônes ont disparu, comme celle de saint Niphonte datant de 1166. L'encyclopédie Brockhaus et Efron (1908) cite également un évangéliaire de 1703, un kovch (petit récipient à boire) d'argent offert par Pierre le Grand, et deux cloches de 1520 et 1521.
Les moines sont dispersés après la révolution d'Octobre. L'ensemble est aujourd'hui une filiale du musée de Pskov et ses collections appartiennent au patrimoine de l'Église orthodoxe russe. L'église Saint-Étienne a été rendue au culte dans les années 1990 et une école de peinture d'icônes a été installée en 1994 dans une partie des bâtiments, mais celle-ci est tombée en décrépitude après que l'archimandrite Zinon (l'un des peintres d'icônes les plus érudits de l'époque actuelle) a été obligé de donner sa démission, après un événement considéré comme scandaleux : avoir donné la permission à des catholiques de prier à l'église et avoir fait communier un moine catholique italien. Il est suspendu dans toute l'éparchie (diocèse orthodoxe) de Pskov au début de l'année 2002.

## Inondations
Le monastère a souffert des inondations des années 1886, 1900, 1928, 1960 et 2011.
Le 9 avril 2011, la Miroja et la Velikaïa ont atteint de tels niveaux que l'église Saint-Étienne a été inondée sous un mètre et que les fresques de la collégiale de la Transfiguration ont été menacées.

## Bâtiments

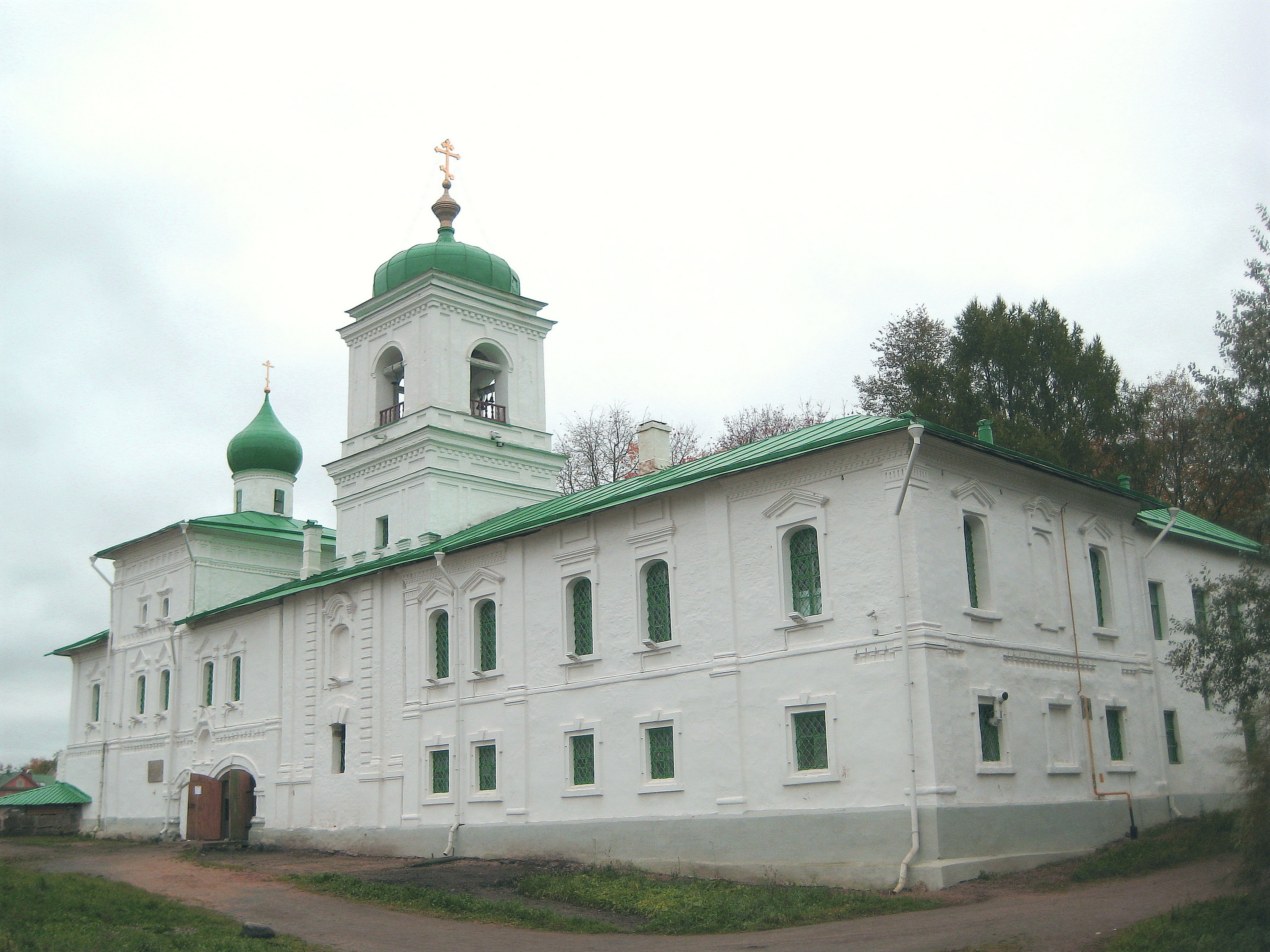
Le bâtiment conventuel.

Seule des anciens bâtiments du monastère ne subsiste que la collégiale de la Transfiguration-du-Sauveur avec ses fameuses fresques du XIIe siècle et d'autres du début du XXe siècle.
Il existe également le bâtiment du supérieur du monastère (XVIe – XIXe siècles) ; l'église Saint-Étienne (XVIIe siècle) ouverte au culte ; le bâtiment des frères (fin XVIIIe – XIXe siècles) ; le cellier (XVIIe – XIXe siècles) ; des remparts sur 400 mètres (1799-1805) ; le bâtiment des bains (début XIXe siècle).

## Galerie

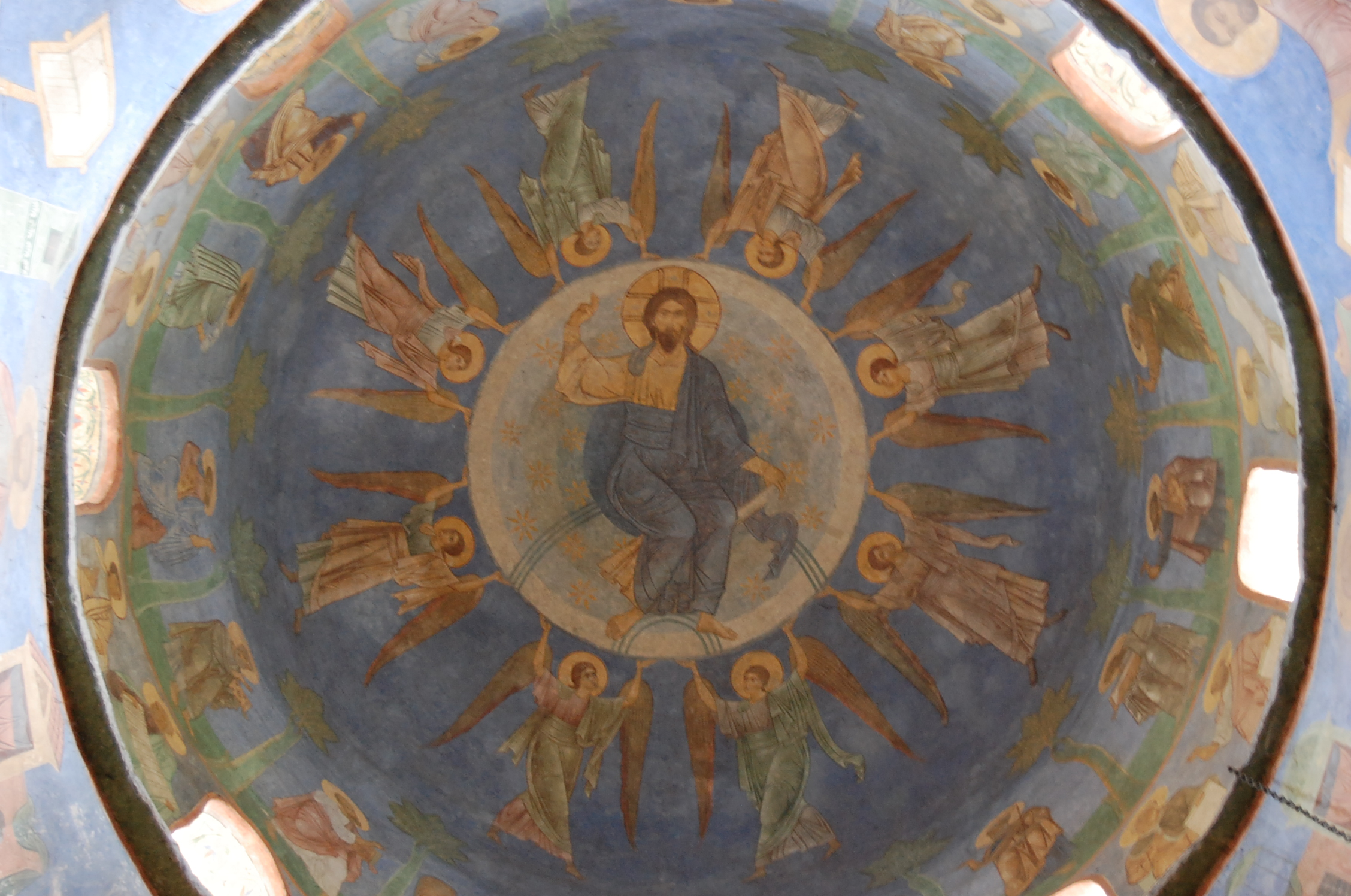
Fresque de la coupole de la collégiale de la Transfiguration (milieu du XIIe siècle).
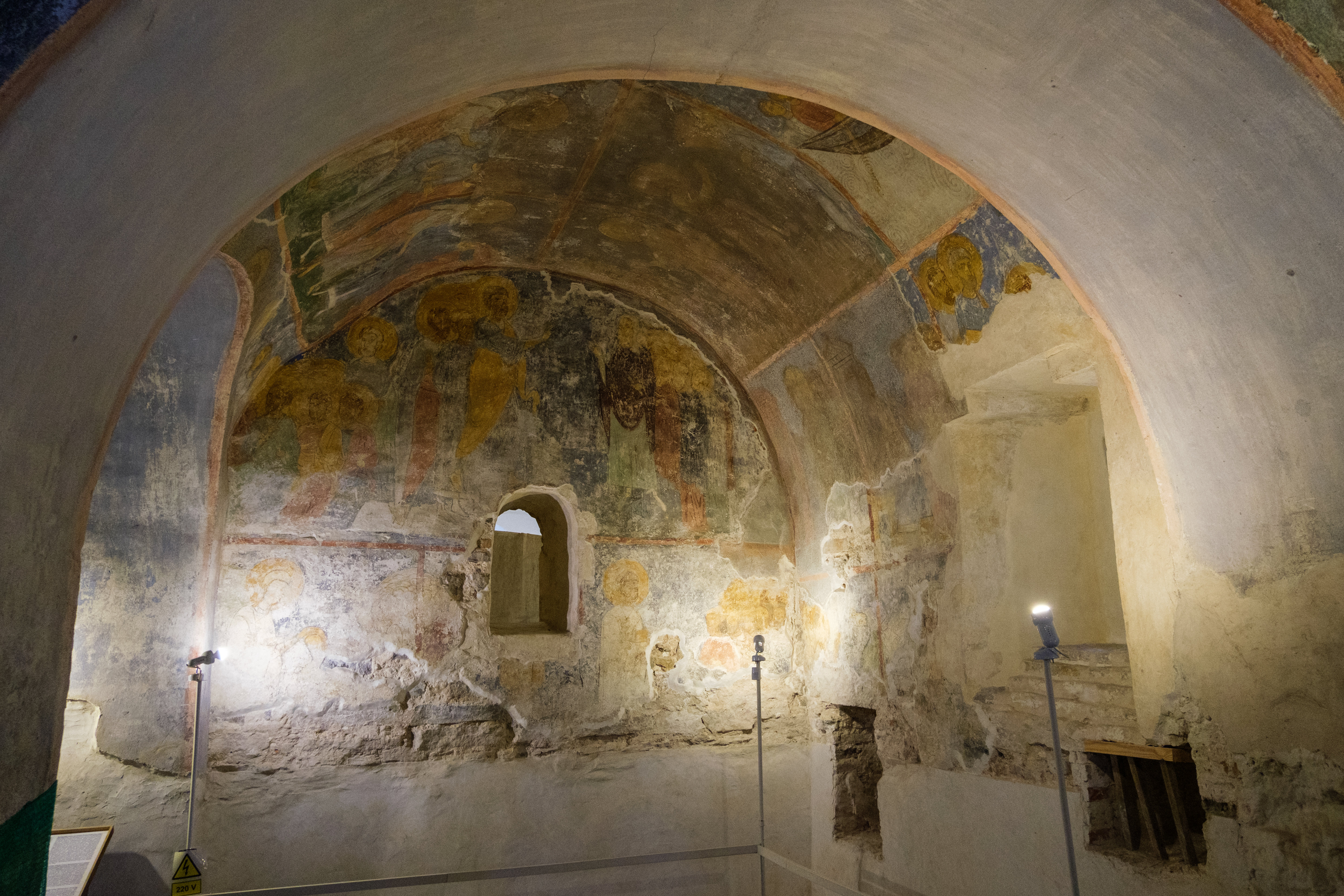
D'autres fresques médiévales.
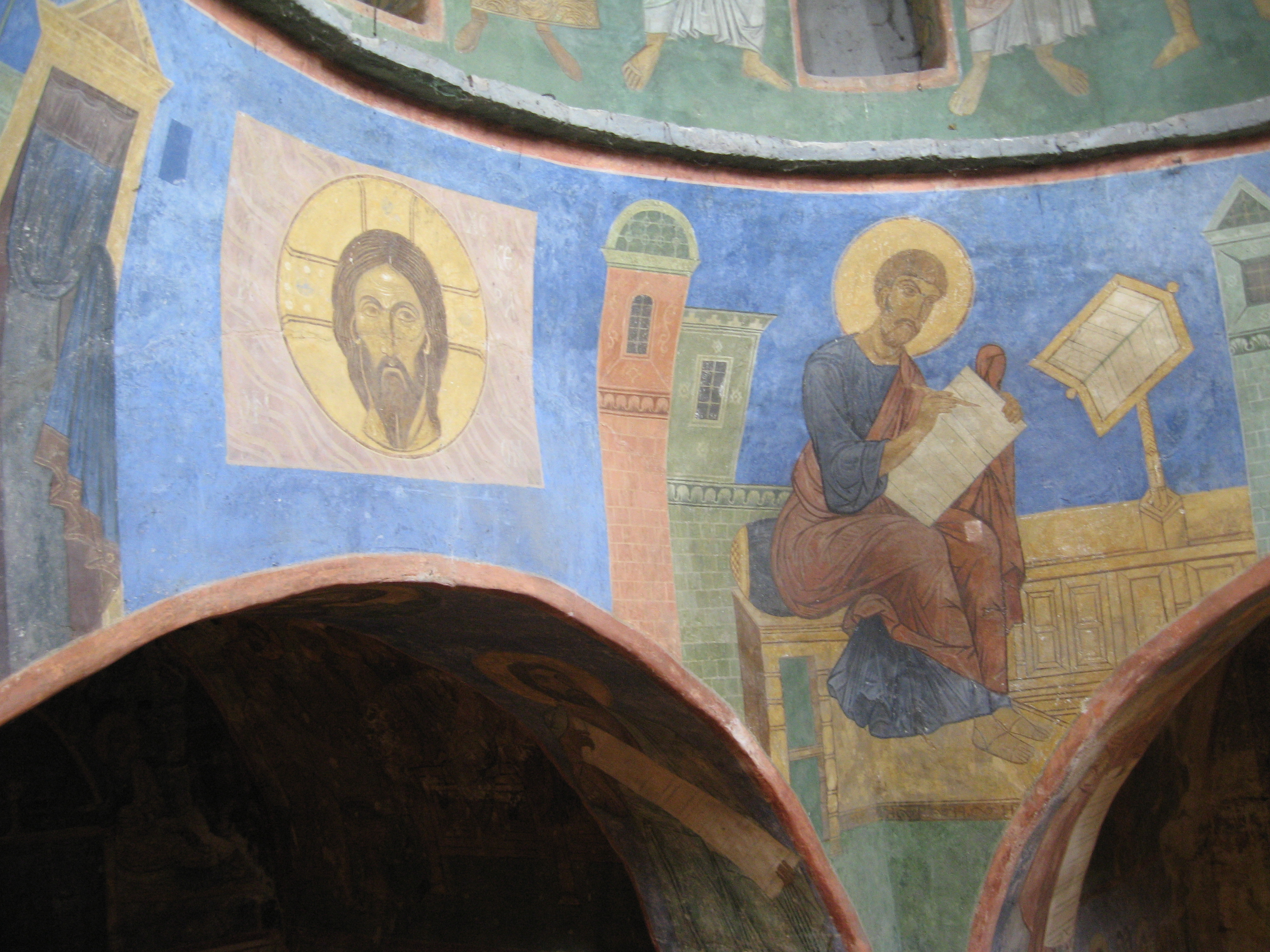
Fresque avec le Mandylion.
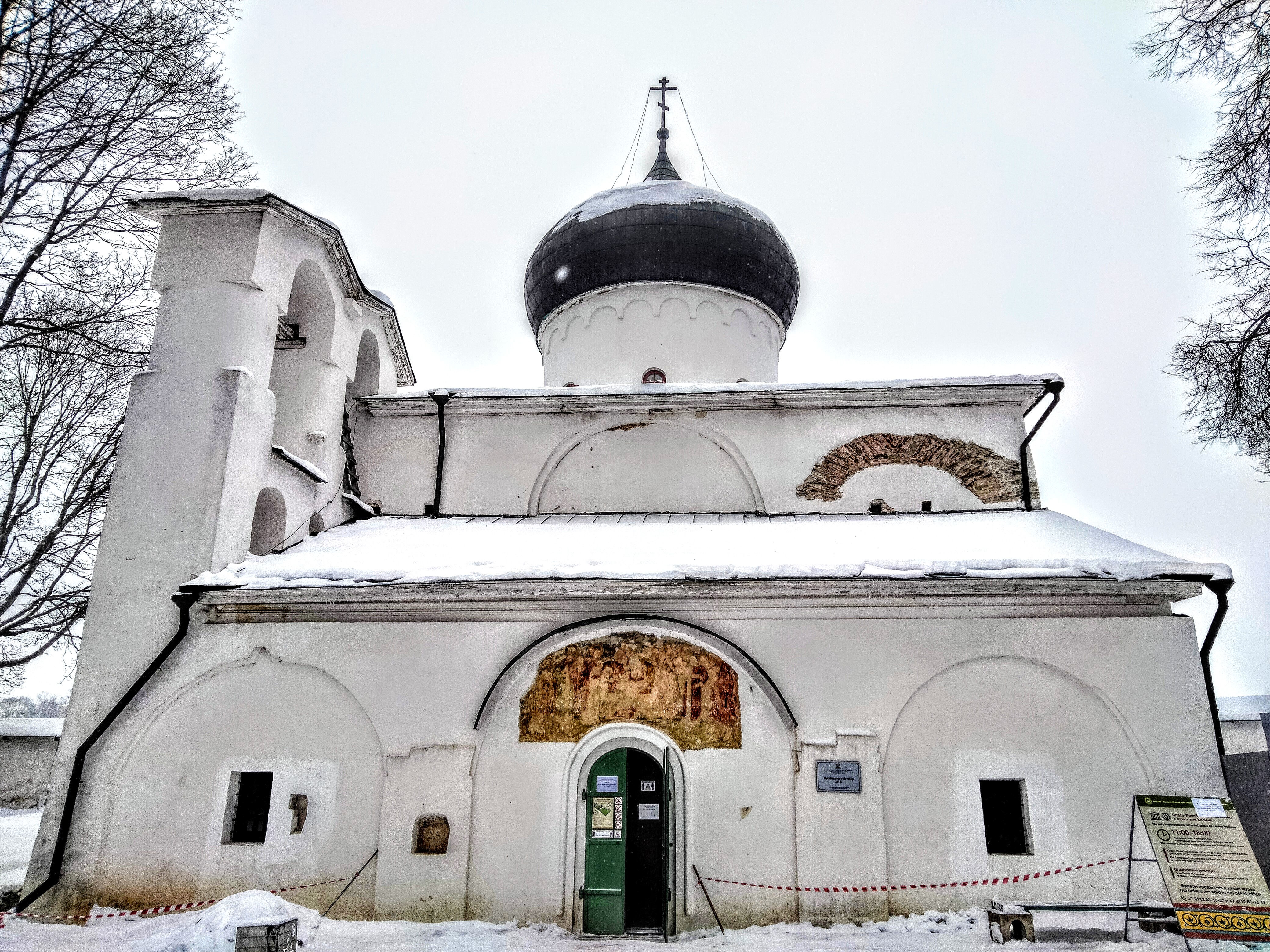
Façade latérale de la collégiale de la Transfiguration.
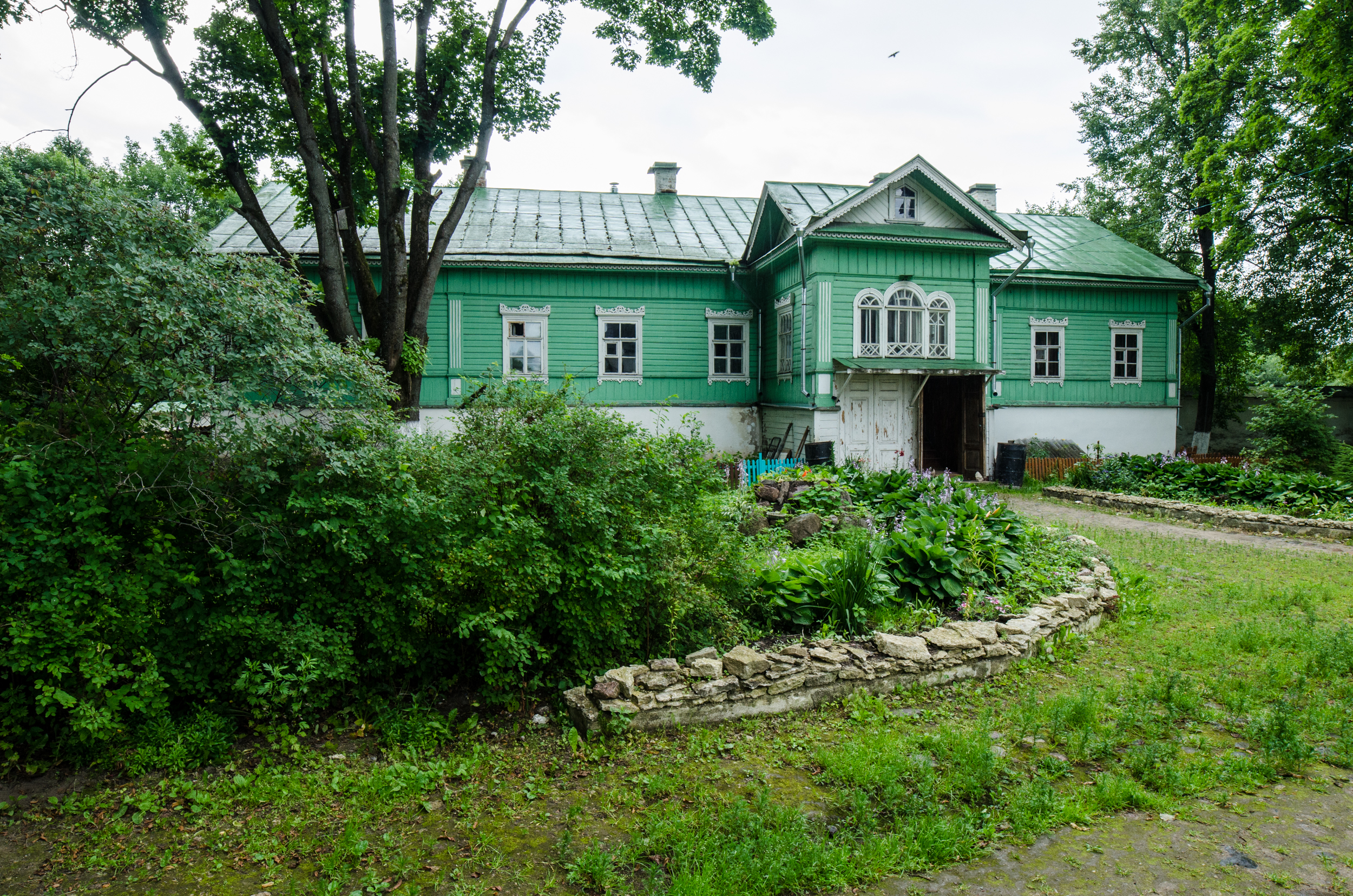
La maison du père abbé.

## Source
- (ru) Cet article est partiellement ou en totalité issu de l’article de Wikipédia en russe intitulé « Мирожский монастырь » (voir la liste des auteurs).